# Colombar de Sao Tomé
Treron sanctithomae
Espèce
Statut de conservation UICN

 EN  : En danger
Le Colombar de Sao Tomé (Treron sanctithomae) est une espèce d’oiseaux appartenant à la famille des Columbidae.